# Теферич (насеље)
Не поистовећивати са бошњачком речју за забаву, провод.
Теферич (у преводу "излетиште") је насеље и месна заједница Крагујевца, док је до 1991. године било самостално насеље. Налази се југоисточно од центра Крагујевца и због непосредне близине града дошло је до великог популационог раста некадашњег насеља Теферич и физиономског срастања са Крагујевцом, па је и званично укинуто 1991. године као самостално насељено место и припојено насељу Крагујевац. Територија катастарске општине Теферич површине 308 ha на којој се налази атар Теферича је ушла у састав новоформиране катастарске општине Крагујевац I. Подручје данашње месне заједнице Теферич износи 236 ha.
Број становника по пописима: 
- 1948. године: 253 становника
- 1953. године: 229 становника
- 1961. године: 409 становника
- 1971. године: 2166 становника
- 1981. године: 4434 становника
- 2002. године: 688 становника (месна заједница)
- 2008. године¹: 459 становника (месна заједница)

¹- проспект Скупштине Града Крагујевца из фебруара 2008. године